# Registreringshamn
Registreringshamn eller hemmahamn är den hamn, där en båt anses höra hemma. Registreringshamnens ort brukar läggas till skeppsnamnet så, att om en båt som heter Sara till exempel har en hamn i Stockholm som sin hemmahamn, så kallas hon Sara av Stockholm.
I Sverige gäller att för varje registrerat skepp och varje båt i Sveriges skeppslista anges registerbeteckning, namn, art, hemort, byggnadsår och byggnadsland, byggnadsmaterial, största längd och största bredd, brutto- och nettodräktighet, dödvikt, djupgående, maskineri, maskinstyrka, klassificeringsanstalt samt ägare eller huvudredare. Fiskeskepp och fiskebåtar redovisas särskilt. För dem anges också distriktsbeteckning och hemmahamn.